# Real Federación Marroquí de baloncesto
La FRMB (por sus siglas en francés "Fédération Royal Marocaine de Basket-Ball") es el organismo que rige las competiciones de clubes y la Selección nacional de Marruecos. Pertenece a la asociación continental FIBA África.

## Clubes de Primera División (Masculino)
- Association Sportive de Salé
- Club Samir
- Club Sportif de Meknes
- Ittihad Riadi de Tanger
- Maghreb Association Sportive de Fes
- Raja Club Athletic
- Renaissance Sportif de Berkane
- Tihad Sportif Club
- Union Fath Sportif
- Wydad Athletic Club